# S5L8922
Der Samsung S5L8922 ist ein  von Samsung für Apple hergestelltes System-on-a-Chip (SoC). Er kombiniert eine Arm-CPU mit einem PowerVR-Grafikprozessor und übernimmt zudem die Funktionen eines herkömmlichen PC-Chipsatzes.
Der S5L8920 wurde zusammen mit dem iPod touch der 3. Generation am 9. September 2009 eingeführt. Der S5L8922 wurde jedoch nicht konkret bei der Vorstellung erwähnt. Dieser iPod touch ist das einzige Apple-Gerät, welches dieses SoC verwendet.
Eine andere Bezeichnung für den S5L8922 ist APL2298. Er gehört zu den S5L SoCs.
Vorgänger war der S5L8920, Nachfolger der Apple A4.

## Beschreibung

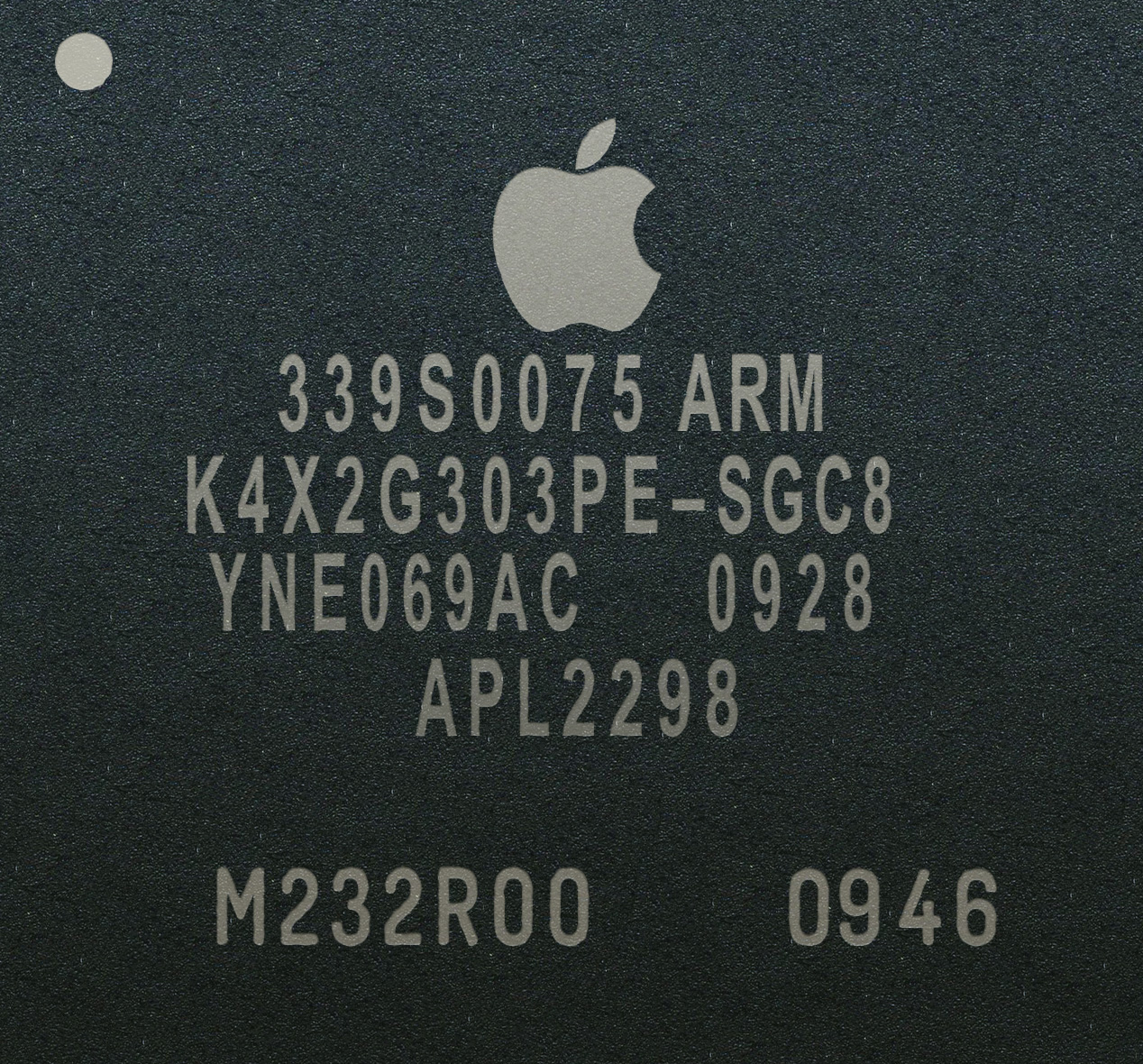
Samsung S5L8922

Der S5L8922 enthält einen 32-Bit-Armv7-kompatiblen, zu ARMv6 abwärtskompatiblen, Arm-Cortex-A8-Hauptprozessor und wird im 45nm-CMOS-Verfahren hergestellt. Es handelt sich um eine modifizierte Variante des S5L8920-SoCs. Die Taktfrequenz des Cortex A8 beträgt normalerweise 833 MHz, wurde von Apple jedoch auf etwa 600 MHz herabgesetzt. Die Größe des Speichers beträgt 254 MB. Ebenso wie die Vorgänger-SoCs verfügt auch der S5L8922 über eine integrierte GPU, eine PowerVR SGX535. Der S5L8922 unterstützt somit OpenGL 2.0, OpenGL ES 2.0, OpenGL ES 1.1 mit dem Extension Pack und OpenVG 1.0.1 & 1.1. Zum Initiieren des Prozessorstarts wird nicht mehr auf ein NOR-Gatter zurückgegriffen, es wird direkt vom NAND-Gatter gestartet.
Im Wettbewerb stehende Architekturen ähnlicher Produkte sind Qualcomms Snapdragon, Texas Instruments’ OMAP 4, Nvidias Tegra 2 und Samsung Exynos.

## Designfehler
Ein Designfehler der älteren S5L89xx iPhone-Hauptprozessoren wurde im S5L8922 übernommen: Es lässt sich durch den sogenannten limera1n-Exploit beliebiger Code ausführen, was vor allem von Jailbreaks genutzt wurde. Dieser nicht durch Software-Updates behebbare Fehler erlaubt es unter anderem auch, die Code-Sperre des iPhones durch das Ausführen eines Bruteforce-Programms innerhalb weniger Minuten ohne großen Aufwand aufzuheben. Dieser Fehler wurde mit dem Apple-A5-Chip behoben.